# Firdaus Estate
Firdaus Estate is een bestuurslaag in het regentschap Serdang Bedagai van de provincie Noord-Sumatra, Indonesië. Firdaus Estate telt 238 inwoners (volkstelling 2010).